# Oxie kyrkby
Oxie kyrkby är ett delområde i stadsdelen Oxie, Malmö och kyrkby i Oxie socken. 
Oxie kyrkby omfattar den del av tätorten Oxie som ligger norr om järnvägen. Inom delområdet ligger Oxie kyrka. I delområdet finns Kungshögsskolan (F-6) samt Byängens, Oxiegårdens, Sockerbruksgårdens  och Nicke Pings förskola. Vid Kungshögsskolan ligger Oxie Idrottsplats, där Oxie IF spelar fotboll.
Efter enskiftet 1806 bestod bebyggelsen länge av en samling hus kring kyrkan. Först på 1970-talet byggdes samhället ut kraftigt, med villor och radhus.
Oxie kyrkby har uråldriga anor. Kyrkan är från 1100-talet, men gravhögarna på höjden mot Malmö är från bronsåldern.
På många platser i Oxie har det hittats fornlämningar, däribland finns dagens Kvarnhjulsgatan som inte ligger så långt ifrån Oxie kyrka. Området är bebyggt sedan 1975. Innan det fick byggas så gjordes arkeologiska undersökningar och en före detta boplats hittades. Det som hittats är från 1000-talet. Föremål som hittats är bland annat tre eldstäder, bly, järn och vävtyger.

## Gula Skolan

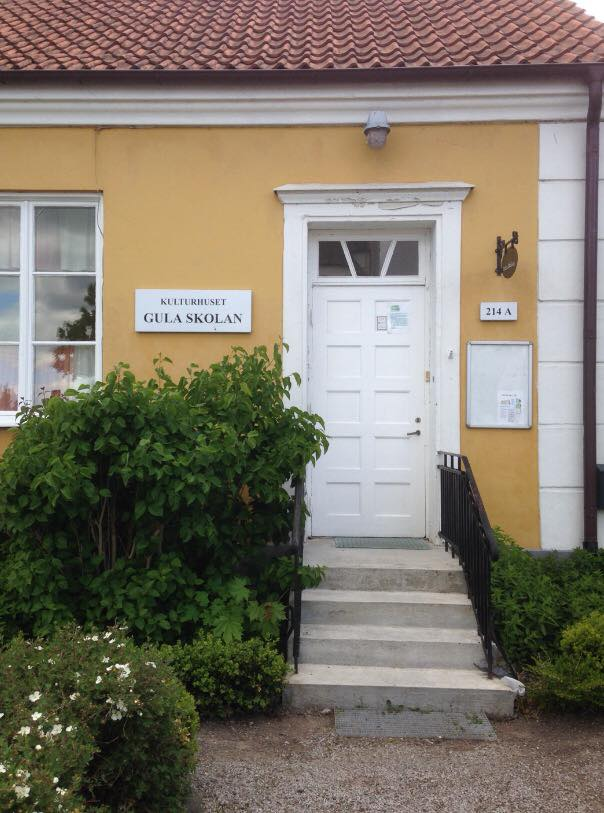
Gula Skolans Entré

Gula skolan är en byggnad som funnits sedan 1930. Byggnaden ligger precis framför Oxie kyrka. Marken som Gula Skolan står på var förut kommungård, en "fattig-gård". Förr i tiden, som man hör på namnet, var Gula skolan en skola för barn som gick i 1-4 klass. Den hade två lärarinnor som även bodde i byggnaden. Idag är Gula skola ett kulturföreningshus.